# Cayo Voluseno Cuadrato
Cayo o Gayo Voluseno Cuadrato (en latín, Gaius Volusenus Quadratus; fl. mediados del siglo I a. C.) fue un distinguido oficial militar de la República Romana. Sirvió bajo Julio César durante diez años, en la Guerra de las Galias y en la guerra civil de los años 40 a. C. César alaba su sentido estratégico y su valiente integridad.

## Biografía

### Servicio militar
Durante la guerra de las Galias Voluseno sirvió como Tribunus Militum en la XII Legión bajo el legado Servio Galba, y se distinguió en batalla cuando Galba fue derrotado por los nantuates en el 57 a. C.
En el 55 a. C. César envió a Voluseno en un solo barco de guerra para emprender una exploración de una semana de la costa del sureste de la isla de Britania antes de la invasión de César. Probablemente examinó la costa de Kent entre Hythe y Sandwich. Cuando César marchó con sus tropas sin embargo llegó a Dover y vio que el desembarco era imposible. En lugar de ello marchó hacia el norte y desembarcó en una playa abierta, posiblemente cerca de Walmer. Voluseno había sido evidentemente incapaz de encontrar una bahía apropiada, lo que hubiera evitado el daño a los barcos expuestos de César con la marea alta. La gran bahía natural de Richborough, un poco más al norte, fue usada por Claudio en su invasión cien años más tarde, pero no se sabe si Voluseno viajó así de lejos, o si de hecho si existía una forma adecuada en aquella época (el conocimiento actual de la geomorfología del canal de Wantsum que creaba la bahía es limitado).
Voluseno más tarde se convirtió en Praefectus Equitum (comandante de caballería). En el 53 a. C., durante la revuelta de Ambíorix, César lo envió por delante con la caballería para aliviar a Quinto Cicerón, quien estaba asediado por los sugambros en Atuátuca, pero encontró digfícil convencer a los aterrorizados defensores que el resto del ejército de César no estaba lejos.
Cuando el legado Tito Labieno sospechó de Comio, el anterior rey leal de los atrebates, de conspirar en contra de ellos en el invierno del 54 o 53 a. C., le invitó a una reunión y envió a Voluseno y a algunos centuriones a ejecutarlo por su traición. Comio escapó, pero tenía una herida en la cabeza.
En el año 51 a. C. Voluseno servía como comandante de Marco Antonio, y en el invierno de aquel año Antonio le ordenó perseguir a Comio, quien estaba dirigiendo una campaña de agitación y guerra de guerrillas. Lo derrotó en varias escaramuzas, y finalmente destruyó las fuerzas de Comio en un solo enfrentamiento, aunque al coste de una herida de lanza en el muslo. S.P. Oakley ve este encuentro como un ejemplo infrecuente de un combate simple en la etapa final de la República, haciéndose eco de duelos entre los romanos y los celtas, físicamente superiores en los comienzos de la República. Comio escapó y más tarde pidió la paz a condición de que nunca encontrara de nuevo a un romano.
En el 48 a. C., durante la guerra civil, Aego y Roscilo intentaron asesinar a Voluseno; eran dos hermanos nobles de los celtas alóbroges quienes habían servido en la caballería de César a lo largo de la guerra de las Galias. Los hermanos habían sido pillados defraudando a sus camaradas de paga y decidieron hacer defección marchando al lado pompeyano. La muerte de Voluseno se pretendía que fuera un servicio útil para Pompeyo, pero se demostró que la tarea era demasiado difícil, y ellos se vieron obligados a hacer defección sin tal presente.
Ronald Syme señala que el servicio de Voluseno, de una década de duración habría sido infrecuente en para un hombre de su clase ecuestre, muchos de los cuales "debían sus comisiones menos al mérito que a las llamadas de la amistad y la influencia o la esperanza de procurar ganancia y avance político." La carrera ejemplar de Voluseno, como la de Lucio Decidio Saxa, indica que incluso a finales de la República un caballero podía elegir superar una carrera de oficial más que como un publicano u hombre de negocios. Voluseno es uno de los únicos tres oficiales de rango a quienes César adscribe la cualidad de virtus.

### Supuesta carrera política
Basándose en una lectura "completamente corrupta" de uno de los discursos de Cicerón contra Marco Antonio, se identificó a veces a Voluseno por los eruditos del siglo XIX como un tribuno de la plebe del año 43 a. C. El fragmento, y la documentada lealtad de Voluseno a César, era de esta manera interpretada como que significaba que era un defensor de Marco Antonio, pero otros dos manuscritos indican que el nombre correcto es en realidad un verbo, y ni Cicerón ni ninguna otra fuente menciona a Voluseno entre los seguidores de Antonio. T.R.S. Broughton no menciona un tribunado plebeyo para Voluseno en su The Magistrates of the Roman Republic, confirmando sólo que Voluseno era un tribuno militar en el año 56 a. C. y alcanzó el rango de praefectus equitum en 52–51 y de nuevo en 48.

## Origen italiano
El nombre Voluseno puede ser de origen etrusco (como Volasenna), pero algunos estudiosos han atribuido un origen umbrio a la familia, basándose en la evidencia epigráfica.